# Southbridge (Nowa Zelandia)
Southbridge – miasto w Nowej Zelandii, na Wyspie Południowej, w regionie Canterbury.